# Tetragnatha moulmeinensis
Tetragnatha moulmeinensis este o specie de păianjeni din genul Tetragnatha, familia Tetragnathidae, descrisă de Gravely în anul 1921.
Este endemică în Myanmar. Conform Catalogue of Life specia Tetragnatha moulmeinensis nu are subspecii cunoscute.